# すずつき (護衛艦)
すずつき（ローマ字：JS Suzutsuki, DD-117）は、海上自衛隊の護衛艦。あきづき型護衛艦 (2代)の3番艦。艦名は｢爽やかに澄み切った秋の月｣に由来する。この名を受け継ぐ日本の艦艇としては旧海軍の秋月型駆逐艦3番艦駆逐艦「涼月」に続いて2代目である。
本記事は、本艦の艦暦について主に取り扱っているため、性能や装備等の概要についてはあきづき型護衛艦 (2代)を参照されたい。

## 艦歴
「すずつき」は、中期防衛力整備計画に基づき平成21年度計画5,000トン型護衛艦2246号艦として、三菱重工業長崎造船所で2011年5月18日起工され、2012年10月17日に進水、
2014年3月12日に就役し、第4護衛隊群第8護衛隊に編入され、佐世保に配備された。
2016年7月10日、第25次派遣海賊対処行動水上部隊として護衛艦「いなづま」と共にソマリア沖・アデン湾へ向けて佐世保基地から出航し、翌年1月12日に帰国した。
2017年10月13日から11月25日までの間、ハワイ周辺海域に派遣され、米国派遣訓練に参加した。
2018年8月26日から10月30日まで護衛艦「かが」、「いなづま」とともにインド太平洋方面派遣訓練に参加し、インド、インドネシア共和国、シンガポール共和国、スリランカ民主社会主義共和国、フィリピン共和国を訪問。9月13日には南シナ海で潜水艦「くろしお」と合流し、対潜戦の訓練を実施した。
2019年4月21日、中国人民解放軍海軍創設70周年を記念し山東省青島付近で4月23日に開かれる国際観艦式参加するため青島に入港した。海自艦艇の訪中は2011年12月以来、約7年半ぶり。
2020年8月15日から17日までの間、東シナ海において米海軍駆逐艦「マスティン」と日米共同訓練を実施した。
2021年8月25日、東シナ海において、海上保安庁と不審船対処に係る共同訓練を実施した。海上保安庁からは巡視船「しきしま」、巡視艇「うけゆり」、回転翼機、機動救難士が参加し、各種共同対処訓練（通信訓練、洋上救難訓練、発着艦訓練等）を行った。
2022年3月12日から4月28日にかけて、令和3年度外洋練習航海（飛行）に参加する。第74期飛行幹部候補生課程修了者54名（うち女性3名）が乗艦し、ベトナム社会主義共和国（カムラン）、シンガポール共和国（チャンギ）、フィリピン共和国（スービック）、アメリカ合衆国（グアム）に寄港する。同年3月30日、タイランド湾においてタイ海軍哨戒艇「タピ」と日タイ親善訓練を実施した。同年4月9日、スービック沖においてフィリピン海軍フリゲート「ホセ・リサール」と日比親善訓練を実施した。
同年9月17日、第43次派遣海賊対処行動水上部隊として佐世保基地から出港した（当初の予定は9月18日）。佐世保を出港した後は、新型コロナウイルス感染症拡大の状況を踏まえ、派遣に向けた準備の一環として乗組員全員に対しPCR検査を実施するとともに、日本近海において14日間にわたり訓練等を行いつつ乗組員の健康観察を実施した上で、ソマリア沖・アデン湾に向け進出した。
2023年1月9日から1月14日にかけて、アデン湾西部及びアラビア海北部において、仏空母打撃群（米艦艇を含む）との間で共同訓練を実施した。仏海軍航空母艦「シャルル・ドゴール」、駆逐艦「フォルバン」、「プロヴァンス」、補給艦「マルヌ」、米海軍駆逐艦「トランクストン」が参加し、防空戦訓練、クロスデッキ、洋上補給、写真撮影を実施した。同年2月9日から2月14日にかけて、アラビア海北部海空域において実施されたパキスタン海軍主催多国間共同訓練（AMAN23）に参加した。
同年3月13日から14日にかけて、スリランカ東方海域において、日仏米豪印英加新共同訓練（ラ・ペルーズ23）に参加した。フランス海軍強襲揚陸艦「ディクスミュード」、フリゲート「ラファイエット」、米海軍沿海域戦闘艦「チャールストン」、オーストラリア海軍フリゲート「パース」、インド海軍フリゲート「サヒャドリ」、補給艦「ジョッティ」、イギリス海軍哨戒艦「テイマー」、カナダ海軍・ニュージーランド海軍司令部等が参加し、各種戦術訓練（対水上射撃、防空戦、戦術運動、クロスデッキ）を実施した。同年4月5日に佐世保基地に帰港した。
同年6月2日から7月13日にかけて、搭載航空機とともに令和5年度米国派遣訓練（護衛艦）に参加する。派遣期間中の6月23日、ハワイ周辺海域において、米海軍の支援の下、対空ミサイルESSMの発射訓練を実施した。同年7月11日、四国南方の海空域において、米海軍揚陸指揮艦「ブルー・リッジ」と共同訓練を実施した。
2024年7月4日の午前、本艦が中国東部浙江省の沖合を航行し一時、中国の領海内に入った。本艦は当時、中国軍の軍事訓練の監視任務に当たっていて、中国側から退去勧告を受け領海の外に出た。海自艦艇が事前に通告せず中国領海に入ったのは1954年に自衛隊を創設してから初めてだった。中国外交部の林剣副報道局長によると、日本側は技術的なミスだったと釈明しているという。本艦は中国軍の演習を監視するという情報取集活動をしていたときに中国の領海内に入った。日本政府が艦長が正確な位置を把握せず誤って領海侵入したと中国側に伝達したことが9月22日に分かった。海自は重大なミスがあったとして艦長を事実上更迭し、乗員の処分も検討しているという。この件に関して、中国が警告射撃として少なくとも2発の砲弾を発射していたことが2025年8月10日に分かった。中国側は、自国の領海に向かって進む本艦を発見し、進路変更するよう何度も求めた。領海に入る直前に警告のため砲弾を1発発射し、侵入後にさらに1発撃って退去を促した。一方、本艦は電子海図に中国領海の表示が出ていなかったため、侵入に気付かず、警告射撃を受けながらも中国領海内を約20分間航行した。なお、砲弾は当たらず、被害はなかった。

### 歴代艦長
| 代       | 氏名       | 在任期間               | 出身校・期 | 前職                                 | 後職                         | 備考     |
| 艤装員長 | 艤装員長   | 艤装員長               | 艤装員長   | 艤装員長                             | 艤装員長                     | 艤装員長 |
| -------- | ---------- | ---------------------- | ---------- | ------------------------------------ | ---------------------------- | -------- |
| -        | 恒益俊春   | 2012.10.17 - 2014.3.11 | 防大29期   | 大湊海上訓練指導隊副長 兼 指導部長   | すずつき艦長                 |          |
| 艦長     |            |                        |            |                                      |                              |          |
| 01       | 恒益俊春   | 2014.3.12 - 2015.8.3   | 防大29期   | すずつき艤装員長                     | 横須賀システム通信隊司令     |          |
| 02       | 菊地良勝   | 2015.8.4 - 2016.3.17   | 防大34期   | 舞鶴海上訓練指導隊船務航海科長       | 海上訓練指導隊群司令部勤務   |          |
| 03       | 中山健太朗 | 2016.3.18 - 2017.3.23  | 防大32期   | 佐世保海上訓練指導隊副長 兼 指導部長 | 佐世保基地業務隊本部補充部付 |          |
| 04       | 衣山丈夫   | 2017.3.24 - 2018.10.18 | 防大35期   | 佐世保海上訓練指導隊船務航海科長     | 護衛艦隊司令部               |          |
| 05       | 川田英司   | 2018.10.19 - 2019.12.1 | 防大35期   | 呉地方総監部管理部総務課長           | 指揮通信開発隊副長           |          |
| 06       | 相馬美佳   | 2019.12.2 - 2021.2.4   | 中央大学   | 海上自衛隊第1術科学校主任教官        | 海上幕僚監部防衛部防衛課     |          |
| 07       | 岩森雄飛   | 2021.2.5 - 2023.4.19   | 防大45期   | いせ砲雷長                           |                              |          |
| 08       | 野口祐太   | 2023.4.20 - 2024.5.19  |            |                                      |                              |          |
| 09       | 髙畑康博   | 2024.5.20 - 2024.7.9   |            |                                      |                              |          |
| 10       | 北村友嗣   | 2024.7.10 -            |            |                                      |                              |          |

## ギャラリー

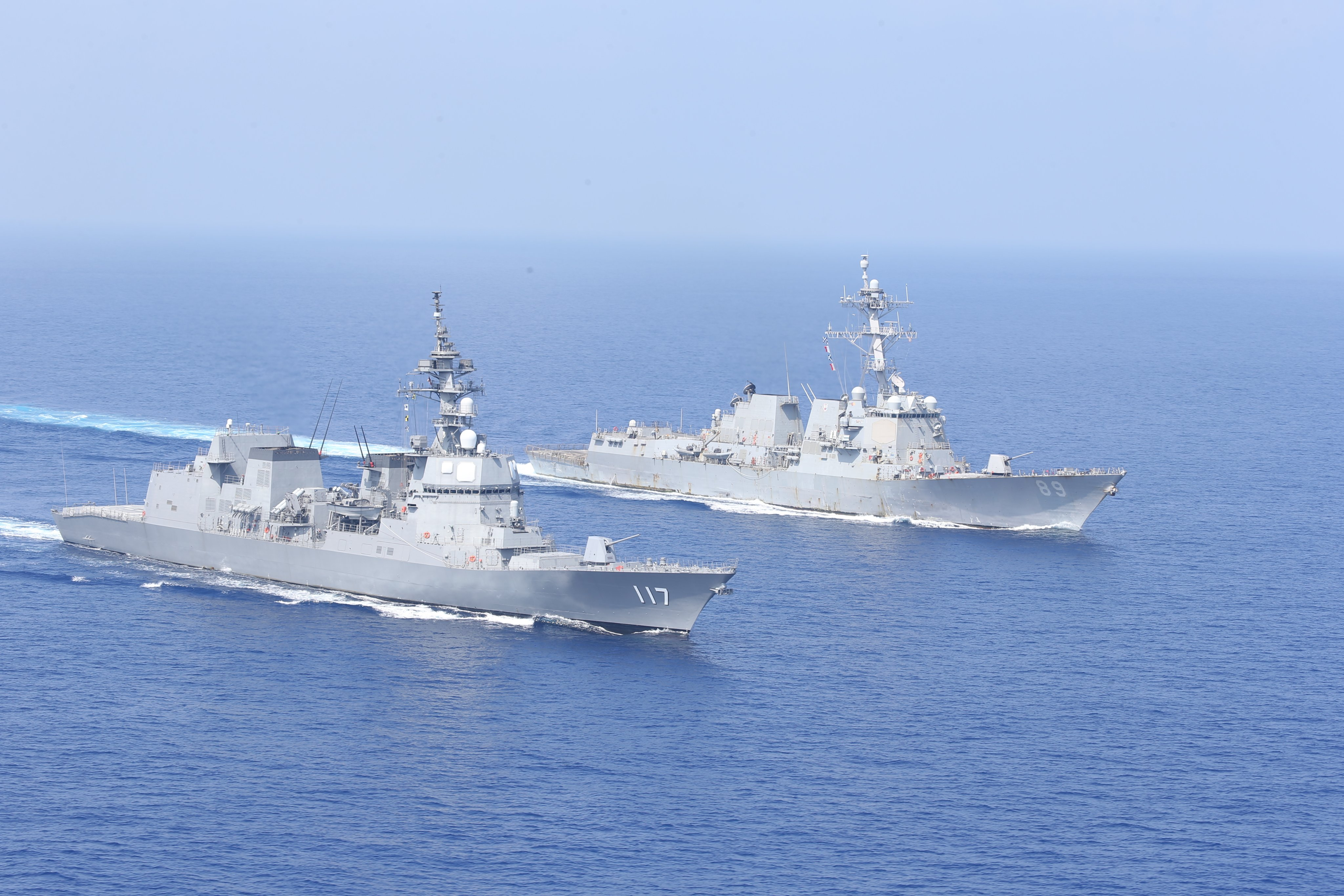
米海軍駆逐艦「マスティン」と共同訓練を実施中の「すずつき」（手前）
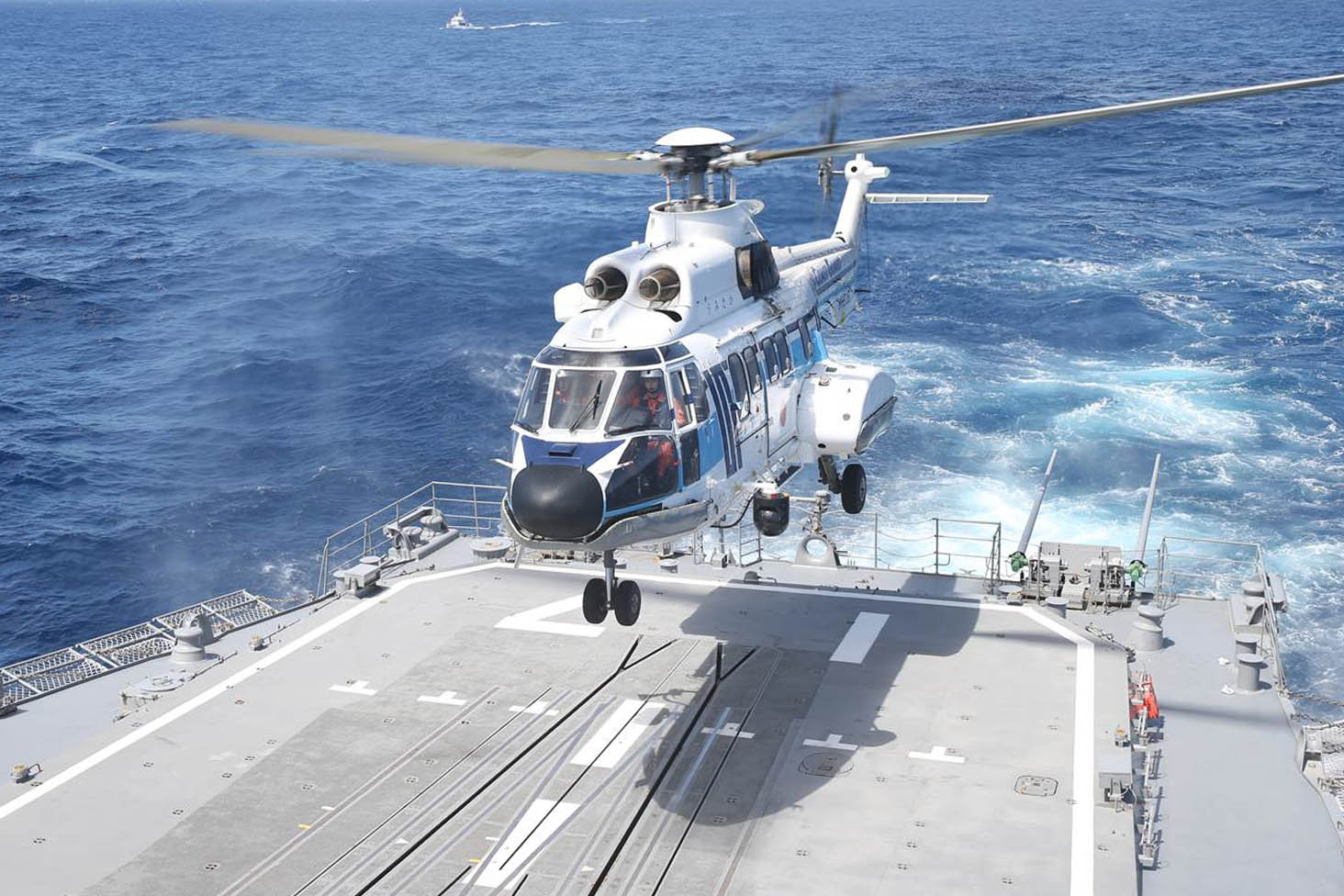
共同訓練において「すずつき」に着艦する海上保安庁のヘリコプター「うみたか」
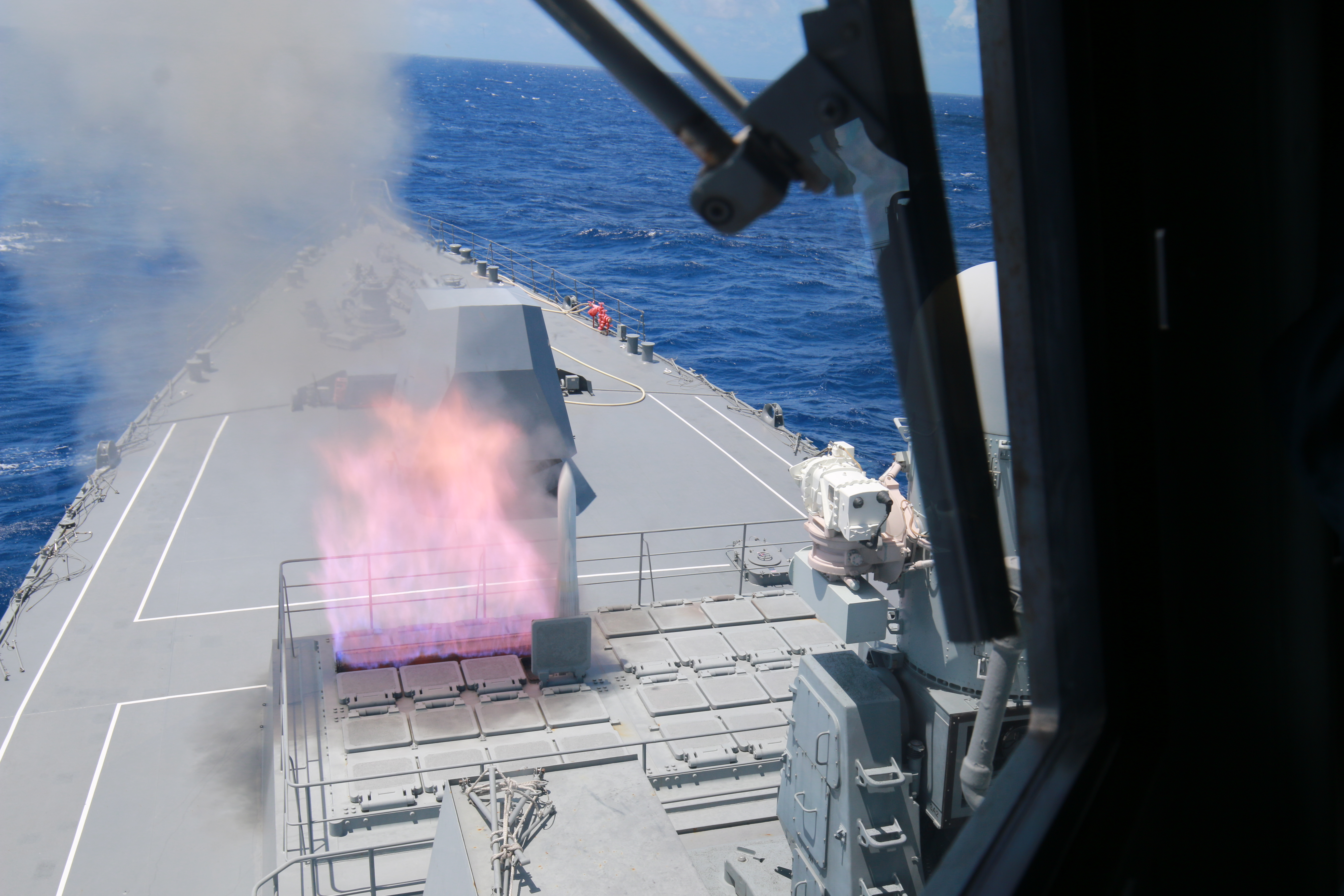
ESSM発射訓練 （ハワイ沖、2023.6.23）
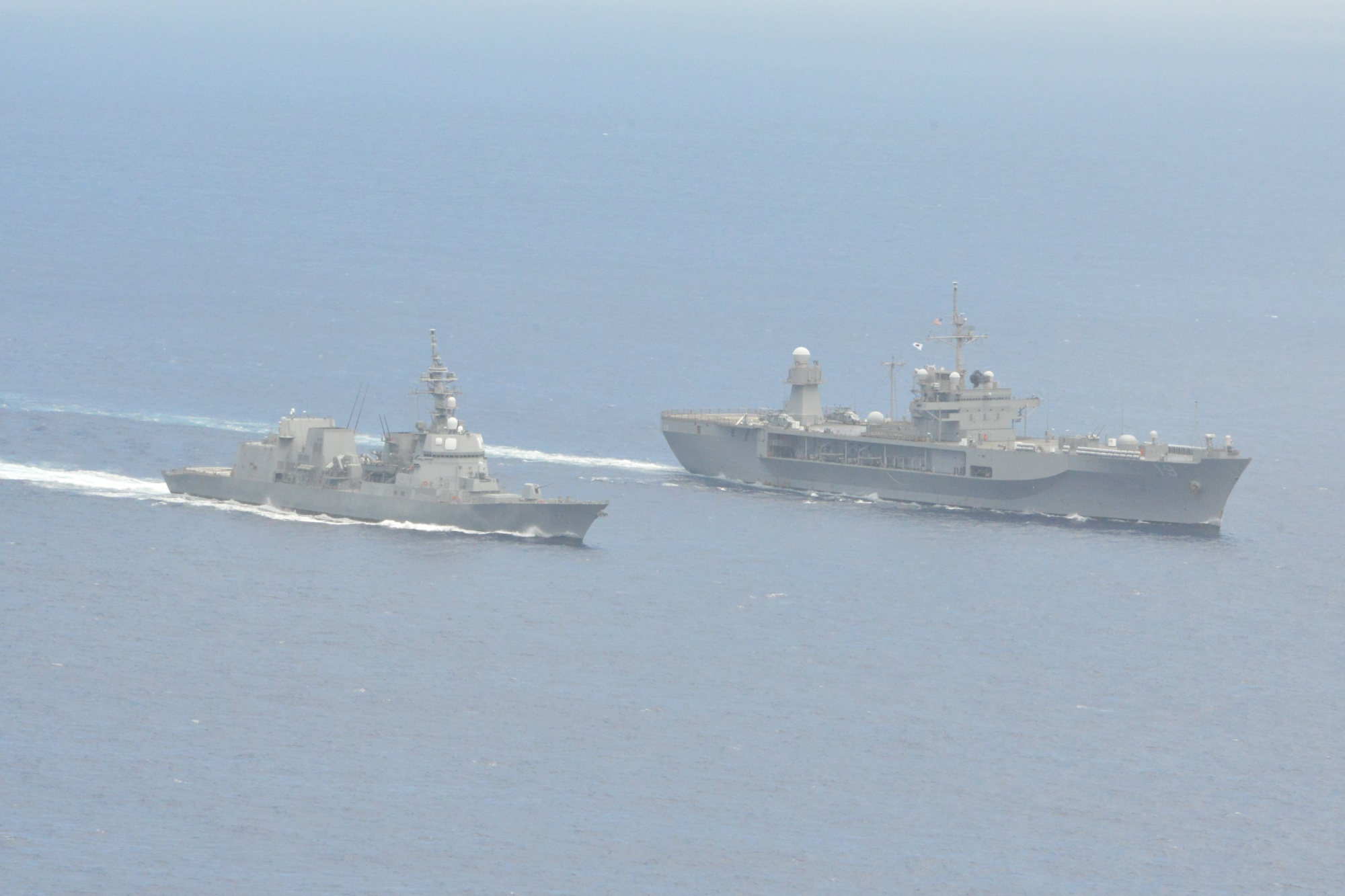
米海軍揚陸指揮艦「ブルー・リッジ」との共同訓練（四国沖、2023.7.11）